# ケヴィン・ルドルフ
ケヴィン・ルドルフ（Kevin Rudolf、1983年2月17日 - ）は、アメリカ合衆国ニューヨーク州マンハッタン出身のロックシンガーである。彼の代表曲ともいえる「Let It Rock」の大ヒットで一躍スターになった。現在はリル・ウェイン等のラッパーが所属するキャッシュ・マネー・レコードと契約を結んでおり、数多くの楽曲にギタリストとして参加している。
2007年に入ると、活発にソロ活動を行うようになったが、単にロック・サウンドを追究したものではなく、ヒップホップとロック・ミュージックを絶妙にブレンドした、いわば「ミクスチャー・ロック」に近い音楽性の楽曲が彼の持ち味である。

## 略歴
ニューヨーク州で生まれ、彼の母は歌手を生業としていた。幼かった彼は、様々なジャンルの音楽に親しみながら育ち、12歳になると、初めてギターを手にするようになる。そんなある時、キーボードとパソコンを購入したことで、音楽のプロデュース業に興味を持つようになった。その後、本格的に音楽プロデューサーへの道を目指すようになる。2001年には、バイノキュラー (Binocular)名義で同名アルバムをリリースするがブレイクすることはなかった。
やがてエンジニアのジミー・ダグラスに、その類まれな才能を見出され、大物プロデューサーのティンバランドへ紹介されたことから一気に夢は現実へと近づくこととなる。2003年、女性ラッパーのリル・キムによるヒット・シングル「The Jumpoff」に、初めてギタリストとして楽曲参加。その後も数多くの楽曲に参加し、着実に知名度を上げていった。
2007年に入ると、本格的にソロ活動を開始。大手メジャーのキャッシュ・マネー・レコードと契約を結び、2008年11月24日にファースト・アルバム『イン・ザ・シティ』をリリース。すると、このアルバムからの先行シングル「Let It Rock」がシングルチャートにて5位をマークし、その後もロング・ヒットを記録。見事、プラチナムソングに認定されている。
2010年6月15日、セカンド・アルバム『To the Sky』をリリース。全米Billboard 200にて、初登場78位を記録。また、このアルバムからはシングル「I Made It (Cash Money Heroes)」がヒットを記録した。

## トリビア
- 彼の楽曲はアメリカのプロレス団体WWEでよく使用されている。1枚目のアルバム『イン・ザ・シティ』からは「Let It Rock」が「ロイヤルランブル2009」のテーマソングに[1]、「Welcome to the World」が2010年に行われたWWE最大の大会「レッスルマニアXXVI」のコマーシャルソングに、2枚目のアルバム『To the Sky』からは「I Made It (Cash Money Heroes)」がレッスルマニアXXVI大会公式テーマソングに、「You Make the Rain Fall」WWE内の番組NXTのテーマソングに選ばれた。

## ディスコグラフィ

### アルバム
| 発売日         | アルバムのタイトル           | 販売レーベル       | 全米ビルボードアルバムチャート最高位 | ゴールド等認定 |
| 2008年11月24日 | イン・ザ・シティ In the City | Cash Money Records | 94位                                 | -              |
| 2010年6月15日  | To the Sky                   | Cash Money Records | 78位                                 | -              |

### シングル
| 発表年 | 曲名                                   | 各チャート最高位 | 各チャート最高位 | ゴールド等認定 | 収録アルバム   |
| 発表年 | 曲名                                   | Hot 100          | Pop 100          | ゴールド等認定 | 収録アルバム   |
| ------ | -------------------------------------- | ---------------- | ---------------- | -------------- | -------------- |
| 2008年 | "Let It Rock" (ft. Lil Wayne)          | 5                | 6                | プラチナム     | In the City    |
| 2008年 | "Tennessee" (ft. Birdman)              | —                | —                | —              | アルバム未収録 |
| 2009年 | "Welcome to the World" (ft. Rick Ross) | 58               | 62               | —              | In the City    |